# Copa de la Unión Soviética
La Copa de la Unión Soviética o Copa Soviética (del ruso: Кубок СССР) fue la competición de copa nacional de la Unión Soviética. Fue gestionada por la Federación de Fútbol de la Unión Soviética y creada en 1936, cuyo primer campeón fue el Lokomotiv Moscú, y se disputó anualmente —a excepción del período comprendido entre 1940 y 1943 debido a la Segunda Guerra Mundial— hasta 1992, tras la disolución de la Unión Soviética. El Spartak Moscú, con diez títulos, fue el último campeón y el equipo con más campeonatos de copa conquistados.

## Palmarés

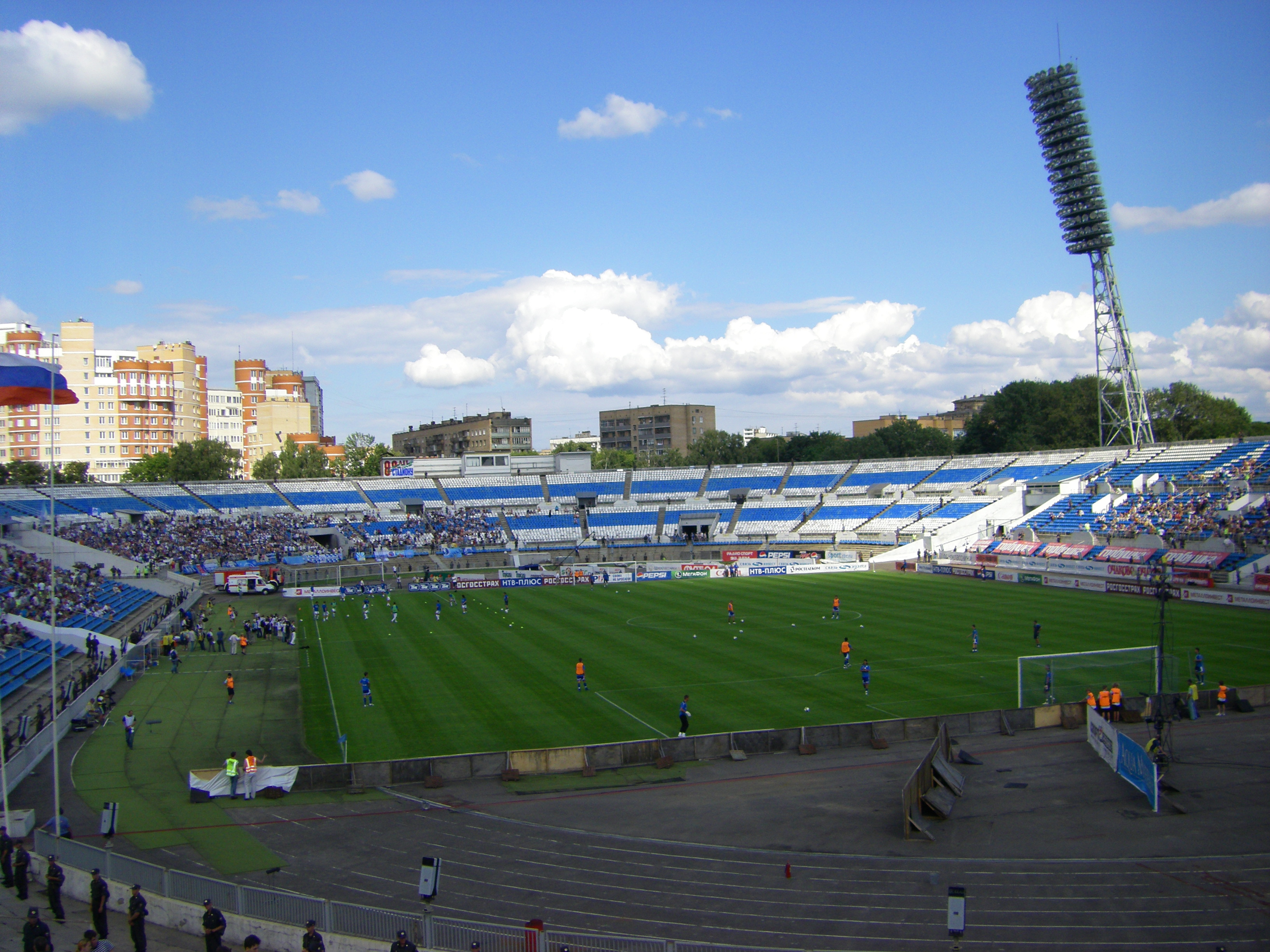
Estadio Dinamo de Moscú Sede de la final de la Copa Soviética hasta los años 1950.

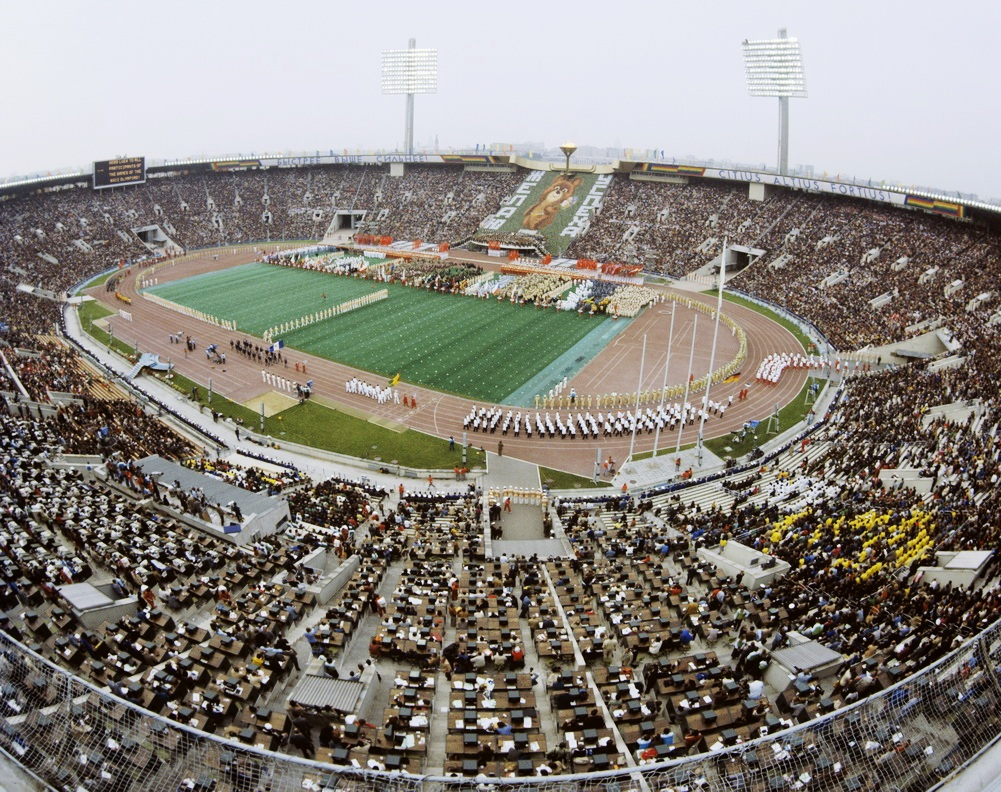
El Estadio Luzhnikí posteriormente Olímpico Luzhnikí acogió la final hasta 1992.

| Temporada | Campeón              | Resultado               | Finalista                | Estadio                          |
| --------- | -------------------- | ----------------------- | ------------------------ | -------------------------------- |
| 1936      | Lokomotiv Moscú      | 2 - 0                   | Dinamo Tbilisi           | Estadio Dinamo, Moscú            |
| 1937      | Dinamo Moscú         | 5 - 2                   | Dinamo Tbilisi           | Estadio Dinamo, Moscú            |
| 1938      | Spartak Moscú        | 3 - 2                   | Elektrik Leningrado      | Estadio Dinamo, Moscú            |
| 1939      | Spartak Moscú        | 3 - 1                   | Stalinets Leningrado     | Estadio Dinamo, Moscú            |
| 1944      | Zenit Leningrado     | 2 - 1                   | CDKA Moscú               | Estadio Dinamo, Moscú            |
| 1945      | CDKA Moscú           | 2 - 1                   | Dinamo Moscú             | Estadio Dinamo, Moscú            |
| 1946      | Spartak Moscú        | 3 - 2                   | Dinamo Tbilisi           | Estadio Dinamo, Moscú            |
| 1947      | Spartak Moscú        | 2 - 0                   | Torpedo Moscú            | Estadio Dinamo, Moscú            |
| 1948      | CDKA Moscú           | 3 - 0                   | Spartak Moscú            | Estadio Dinamo, Moscú            |
| 1949      | Torpedo Moscú        | 2 - 1                   | Dinamo Moscú             | Estadio Dinamo, Moscú            |
| 1950      | Spartak Moscú        | 3 - 0                   | Dinamo Moscú             | Estadio Dinamo, Moscú            |
| 1951      | CDSA Moscú           | 2 - 1                   | Equipo ciudad de Kalinin | Estadio Dinamo, Moscú            |
| 1952      | Torpedo Moscú        | 1 - 0                   | Spartak Moscú            | Estadio Dinamo, Moscú            |
| 1953      | Dinamo Moscú         | 1 - 0                   | Zenit Kuybyshev          | Estadio Dinamo, Moscú            |
| 1954      | Dinamo Kiev          | 2 - 1                   | Spartak Ereván           | Estadio Dinamo, Moscú            |
| 1955      | CDSA Moscú           | 2 - 1                   | Dinamo Moscú             | Estadio Dinamo, Moscú            |
| 1957      | Lokomotiv Moscú      | 1 - 0                   | Spartak Moscú            | Estadio Luzhnikí, Moscú          |
| 1958      | Spartak Moscú        | 1 - 0                   | Torpedo Moscú            | Estadio Luzhnikí, Moscú          |
| 1959-60   | Torpedo Moscú        | 4 - 3                   | Dinamo Tbilisi           | Estadio Luzhnikí, Moscú          |
| 1961      | Shakhtyor Stalino    | 3 - 1                   | Torpedo Moscú            | Estadio Luzhnikí, Moscú          |
| 1962      | Shakhtyor Stalino    | 2 - 0                   | Znamya Orekhovo-Zuyevo   | Estadio Luzhnikí, Moscú          |
| 1963      | Spartak Moscú        | 2 - 0                   | Shakhtar Donetsk         | Estadio Luzhnikí, Moscú          |
| 1964      | Dinamo Kiev          | 1 - 0                   | Krylya Sovetov Kuybyshev | Estadio Luzhnikí, Moscú          |
| 1965      | Spartak Moscú        | 0 - 0; 2 - 1 (R)        | Dynamo Minsk             | Estadio Luzhnikí, Moscú (2)      |
| 1965-66   | Dinamo Kiev          | 2 - 0                   | Torpedo Moscú            | Estadio Luzhnikí, Moscú          |
| 1966-67   | Dinamo Moscú         | 3 - 0                   | CSKA Moscú               | Estadio Luzhnikí, Moscú          |
| 1967-68   | Torpedo Moscú        | 1 - 0                   | Pakhtakor Tashkent       | Estadio Luzhnikí, Moscú          |
| 1969      | Karpaty Lviv         | 2 - 1                   | SKA Rostov-on-Don        | Estadio Luzhnikí, Moscú          |
| 1970      | Dinamo Moscú         | 2 - 1                   | Dinamo Tbilisi           | Estadio Luzhnikí, Moscú          |
| 1971      | Spartak Moscú        | 2-2; 1-0 (R)            | SKA Rostov-on-Don        | Estadio Luzhnikí, Moscú (2)      |
| 1972      | Torpedo Moscú        | 0-0; 1-1 (5-1 pen.) (R) | Spartak Moscú            | Estadio Luzhnikí, Moscú (2)      |
| 1973      | Ararat Ereván        | 2 - 1                   | Dinamo Kiev              | Estadio Luzhnikí, Moscú          |
| 1974      | Dinamo Kiev          | 3 - 0                   | Zarya Voroshilovgrad     | Estadio Luzhnikí, Moscú          |
| 1975      | Ararat Ereván        | 2 - 1                   | Zarya Voroshilovgrad     | Estadio Luzhnikí, Moscú          |
| 1976      | Dinamo Tbilisi       | 3 - 0                   | Ararat Ereván            | Estadio Luzhnikí, Moscú          |
| 1977      | Dinamo Moscú         | 1 - 0                   | Torpedo Moscú            | Estadio Dinamo, Moscú            |
| 1978      | Dinamo Kiev          | 2 - 1                   | Shakhtar Donetsk         | Estadio Torpedo, Moscú           |
| 1979      | Dinamo Tbilisi       | 0 - 0 (5-4 pen)         | Dinamo Moscú             | Estadio Olímpico Luzhnikí, Moscú |
| 1980      | Shakhtar Donetsk     | 2 - 1                   | Dinamo Tbilisi           | Estadio Olímpico Luzhnikí, Moscú |
| 1981      | SKA Rostov-on-Don    | 1 - 0                   | Spartak Moscú            | Estadio Olímpico Luzhnikí, Moscú |
| 1982      | Dinamo Kiev          | 1 - 0                   | Torpedo Moscú            | Estadio Olímpico Luzhnikí, Moscú |
| 1983      | Shakhtar Donetsk     | 1 - 0                   | Metalist Járkov          | Estadio Olímpico Luzhnikí, Moscú |
| 1984      | Dinamo Moscú         | 2 - 0                   | Zenit Leningrado         | Estadio Olímpico Luzhnikí, Moscú |
| 1984-85   | Dinamo Kiev          | 1 - 0                   | Shakhtar Donetsk         | Estadio Olímpico Luzhnikí, Moscú |
| 1985-86   | Torpedo Moscú        | 1 - 0                   | Shakhtar Donetsk         | Estadio Olímpico Luzhnikí, Moscú |
| 1986-87   | Dinamo Kiev          | 3 - 3 (4-2 pen)         | Dinamo Minsk             | Estadio Olímpico Luzhnikí, Moscú |
| 1987-88   | Metalist Járkov      | 2 - 0                   | Torpedo Moscú            | Estadio Dinamo, Moscú            |
| 1988-89   | Dnepr Dnipropetrovsk | 1 - 0                   | Torpedo Moscú            | Estadio Olímpico Luzhnikí, Moscú |
| 1989-90   | Dinamo Kiev          | 6 - 1                   | Lokomotiv Moscú          | Estadio Olímpico Luzhnikí, Moscú |
| 1990-91   | CSKA Moscú           | 3 - 2                   | Torpedo Moscú            | Estadio Olímpico Luzhnikí, Moscú |
| 1991-92   | Spartak Moscú        | 2 - 0                   | CSKA Moscú               | Estadio Olímpico Luzhnikí, Moscú |

## Títulos por club
| Club                     | República | Campeón | 2° | Años campeón                                               |
| ------------------------ | --------- | ------- | -- | ---------------------------------------------------------- |
| Spartak Moscú            | RUS       | 10      | 5  | 1938, 1939, 1946, 1947, 1950, 1958, 1963, 1965, 1971, 1992 |
| Dinamo Kiev              | UCR       | 9       | 1  | 1954, 1964, 1966, 1974, 1978, 1982, 1985, 1987, 1990       |
| Torpedo Moscú            | RUS       | 6       | 9  | 1949, 1952, 1960, 1968, 1972, 1986                         |
| Dinamo Moscú             | RUS       | 6       | 5  | 1937, 1953, 1967, 1970, 1977, 1984                         |
| CSKA Moscú               | RUS       | 5       | 3  | 1945, 1948, 1951, 1955, 1991                               |
| Shakhtar Donetsk         | UCR       | 4       | 4  | 1961, 1962, 1980, 1983                                     |
| Dinamo Tbilisi           | GEO       | 2       | 6  | 1976, 1979                                                 |
| Ararat Ereván            | ARM       | 2       | 2  | 1973, 1975                                                 |
| Lokomotiv Moscú          | RUS       | 2       | 1  | 1936, 1957                                                 |
| Zenit Leningrado         | RUS       | 1       | 2  | 1944                                                       |
| SKA Rostov-on-Don        | RUS       | 1       | 2  | 1981                                                       |
| Metalist Járkov          | UCR       | 1       | 1  | 1988                                                       |
| Karpaty Lviv             | UCR       | 1       | -  | 1969                                                       |
| Dnepr Dnipropetrovsk     | UCR       | 1       | -  | 1989                                                       |
| Krylya Sovetov Kuybushev | RUS       | -       | 2  | ---                                                        |
| Dinamo Minsk             | BLR       | -       | 2  | ---                                                        |
| FC Zarya Voroshilovgrad  | UCR       | -       | 2  | ---                                                        |
| Elektrik Leningrado      | RUS       | -       | 1  | ---                                                        |
| MVO Kalinin              | RUS       | -       | 1  | ---                                                        |
| Znamya Orekhovo-Zuyevo   | RUS       | -       | 1  | ---                                                        |
| Pakhtakor Tashkent       | UZB       | -       | 1  | ---                                                        |

## Títulos por República
| República   | Campeón | Finalistas | Títulos |
| ----------- | ------- | ---------- | --- |
| Rusia       | 31      | 32         | Spartak Moscú (10), Dinamo Moscú (6), Torpedo Moscú (6), CSKA Moscú (5), Lokomotiv Moscú (2), Zenit Leningrado (1), SKA Rostov del Don (1) |
| Ucrania     | 16      | 8          | Dinamo de Kiev (9), Shakhtar Donetsk (4), Metalist Járkov (1), Karpaty Lviv (1), Dnepr Dnipropetrovsk (1)                                  |
| Georgia     | 2       | 6          | Dinamo Tbilisi (2) |
| Armenia     | 2       | 2          | Ararat Ereván (2) |
| Bielorrusia | -       | 2          | ----- |
| Uzbekistán  | -       | 1          | ----- |